# Sri-lankische Cricket-Nationalmannschaft in Indien in der Saison 2005/06
Die Tour der sri-lankischen Cricket-Nationalmannschaft nach Indien in der Saison 2005/06 fand vom 25. Oktober bis zum 22. Dezember 2005 statt. Die internationale Cricket-Tour war Bestandteil der Internationalen Cricket-Saison 2005/06 und umfasste drei Tests und sieben ODIs. Indien gewann die Test-Serie 3–0 und die ODI-Serie 6–1.

## Vorgeschichte
Für beide Mannschaften war es die erste Tour der Saison.
Das letzte Aufeinandertreffen der beiden Mannschaften bei einer Tour fand in der Saison 2001 in Sri Lanka statt.

## Stadien
Die folgenden Stadien wurden für die Tour als Austragungsort vorgesehen und am 6. September 2005 bekanntgegeben.
| Stadion                                | Stadt     | Kapazität | Spiele          |
| -------------------------------------- | --------- | --------- | --------------- |
| Sardar Patel Stadium                   | Ahmedabad | 54.000    | 3. Test; 5. ODI |
| M. A. Chidambaram Stadium              | Chennai   | 46.000    | 1. Test         |
| Feroz Shah Kotla                       | Delhi     | 48.000    | 2. ODI          |
| Sawai Mansingh Stadium                 | Jaipur    | 23.185    | 3. ODI          |
| Punjab Cricket Association Stadium     | Mohali    | 35.000    | 2. ODI          |
| Vidarbha Cricket Association Stadium   | Nagpur    | 45.000    | 1. ODI          |
| Subrata Roy Sahara Stadium             | Pune      | 42.000    | 4. ODI          |
| Saurashtra Cricket Association Stadium | Rajkot    | 28.000    | 6. ODI          |
| IPCL Sports Complex Ground             | Vadodara  | 20.000    | 7. ODI          |

## Kaderlisten
Indien benannte seinen ODI-Kader am 14. Oktober und seinen Test-Kader am 23. November 2005.
Sri Lanka benannte seinen ODI-Kader am 14. Oktober und seinen Test-Kader am 11. November 2005.
| Test | Test | ODI | ODI |
| Indien | Sri Lanka | Indien | Sri Lanka |
| --- | --- | --- | --- |
| - Rahul Dravid (K) - Ajit Agarkar - Mahendra Singh Dhoni (wk) - Gautan Gambhir - Sourav Ganguly - Mohammad Kaif - Anil Kumble - VVS Laxman - Irfan Pathan - Virender Sehwag - Harbhajan Singh - Yuvraj Singh - Sachin Tendulkar | - Mahela Jayawardene (K) - Marvan Atapattu - Malinga Bandara - Tillakaratne Dilshan - Dilhara Fernando - Avishka Gunawardene - Farveez Maharoof - Lasith Malinga - Jehan Mubarak - Muttiah Muralitharan - Thilan Samaraweera - Kumar Sangakkara - Upul Tharanga - Chaminda Vaas | - Rahul Dravid (K) - Ajit Agarkar - Mahendra Singh Dhoni (wk) - Gautan Gambhir - Mohammad Kaif - Murali Kartik - Irfan Pathan - Suresh Raina - Virender Sehwag - Harbhajan Singh - Rudra Singh - Yuvraj Singh - Skanthakumaran Sreesanth - Sachin Tendulkar - Yalaka Venugopal Rao - Jai Yadav | - Mahela Jayawardene (K) - Russel Arnold - Marvan Atapattu - Upul Chandana - Dilhara Lokuhhettige - Tillakaratne Dilshan - Dilhara Fernando - Sanath Jayasuriya - Farveez Maharoof - Muttiah Muralitharan - Thilan Samaraweera - Kumar Sangakkara - Upul Tharanga - Chaminda Vaas - Nuwan Zoysa |

## Tour Matches
| 22. Oktober Scorecard | Mumbai | Sri Lankans 267-9 (50)                                          | – | Mumbai Cricket Association President’s XI 268-7 (49.5) |
|                       |        | Mumbai Cricket Association President’s XI gewinnt mit 3 Wickets |   |                                                        |

| 26. – 28. November Scorecard | Bangalore | Indian Board President’s XI 317-4d (75) | – | Sri Lankans 171-9d (59) |
|                              |           | Remis                                   |   |                         |

## One-Day Internationals

### Erstes ODI in Nagpur
| 25. Oktober Scorecard | Nagpur | Indien 350-6 (50)           | – | Sri Lanka 198 (35.4) |
|                       |        | Indien gewinnt mit 152 Runs |   |                      |

### Zweites ODI in Mohali
| 28. Oktober Scorecard | Mohali | Sri Lanka 122 (35.4)         | – | Indien 123-2 (20.2) |
|                       |        | Indien gewinnt mit 8 Wickets |   |                     |

### Drittes ODI in Jaipur
| 31. Oktober Scorecard | Jaipur | Sri Lanka 298-4 (50)         | – | Indien 303-4 (46.1) |
|                       |        | Indien gewinnt mit 6 Wickets |   |                     |

### Viertes ODI in Pune
| 3. November Scorecard | Pune | Sri Lanka 261 (49.5)         | – | Indien 262-6 (45.4) |
|                       |      | Indien gewinnt mit 4 Wickets |   |                     |

### Fünftes ODI in Ahmedabad
| 6. November Scorecard | Ahmedabad | Indien 285-8 (50)               | – | Sri Lanka 286-5 (47.4) |
|                       |           | Sri Lanka gewinnt mit 5 Wickets |   |                        |

### Sechstes ODI in Rajkot
| 9. November Scorecard | Rajkot | Sri Lanka 196 (42.5)         | – | Indien 197-3 (34.5) |
|                       |        | Indien gewinnt mit 7 Wickets |   |                     |

### Siebtes ODI in Vadodara
| 12. November Scorecard | Vadodara | Sri Lanka 244-9 (50)         | – | Indien 245-5 (39.3) |
|                        |          | Indien gewinnt mit 5 Wickets |   |                     |

## Tests

### Erster Test in Chennai
| 2. – 6. Dezember Scorecard | Chennai | Indien 167 (73.2) | – | Sri Lanka 168-4 (43) |
|                            |         | Remis             |   |                      |

### Zweiter Test in Delhi
| 10. – 14. Dezember Scorecard | Delhi | Indien 290 (96.4) & 375-6d (105) | – | Sri Lanka 230 (83.3) & 247 (91.2) |
|                              |       | Indien gewinnt mit 188 Runs      |   |                                   |

### Dritter Test in Ahmedabad
| 18. – 22. Dezember Scorecard | Ahmedabad | Indien 398 (122.4) & 316-9d (71) | – | Sri Lanka 206 (63.2) & 249 (92.3) |
|                              |           | Indien gewinnt mit 259 Runs      |   |                                   |